# Irina Gregor
Irina Gregor (* 23. Mai 1942 in Dresden; † 19. November 1996 in Berlin) war eine deutsche Dokumentarfilm-Regisseurin.

## Leben und Werk
Die Filmemacherin wurde 1942 unter dem Namen Irina Gregor geboren. Zwischen 1962 und 1972 trug sie den Nachnamen Veldre. Von 1973 bis 1975 firmierte sie unter dem Namen Madanz. Nach einer Heirat mit dem Kameramann Wolfgang Lepke hieß sie zwischen 1975 und 1982 Irina Lepke. Anschließend nahm sie wieder ihren Geburtsnamen an.
Irina Gregors Vater Kurt Gregor flüchtete Anfang der 1930er-Jahre als Kommunist in die Sowjetunion. Dort schlug er als Ingenieur eine erfolgreiche berufliche Laufbahn ein. In Staraja Russa lernte er Irinas Mutter Tatjana kennen. In der Zeit des Großen Terrors zog das Paar zurück ins Deutsche Reich nach Dresden. Dort wurde Tochter Irina geboren. Da im Elternhaus viel russisch gesprochen wurde, erlernte das Kind die russische Sprache auf Muttersprachenniveau.
Nach der Schulzeit wurde Irina Gregor in Leipzig zur Journalistin ausgebildet. Anschließend arbeitete sie in Redaktionen des Berliner Rundfunks und des Deutschen Fernsehfunks. 1974 begann sie redaktionell für das TV-Magazin Prisma zu arbeiten. Dort lernte sie auch ihren Ehemann kennen. Zusammen mit ihm wurde sie für Korrespondenten-Tätigkeiten in die Sowjetunion geschickt. Bis 1978 berichteten sie zusammen für das Fernsehjournal Rendezvous mit Moskau. 1979/80 erschien Gregors wichtigster eigenständiger Film unter dem Titel Blind – Taub − Stumm über einen taubstummen und blinden, kasachischen Hirtenjungen. Der Film wurde auf dem Krakauer Filmfestival mit einem Bronzenen Drachen prämiert.
Danach kehrte Irina Gregor in die DDR zurück, wollte aber nicht mehr für das Fernsehen arbeiten und wechselte zur DEFA.  Zunächst schuf sie für die DEFA Kinobox mehrere Kurzbeiträge. Mit Risikogeburt, einem Projekt in Koproduktion mit der Sowjetunion, legte sie 1982 ihren ersten eigenen Kinodokumentarfilm vor. Ein Jahr später folgte der in der West-Ukraine unweit von Horodenka gedrehte Film 120 Trassentage über den Bau einer Erdgastrasse. Bis zur beginnenden Abwicklung der DEFA nach dem Mauerfall 1989 entstand eine Reihe weiterer Filme. Neben der Sowjetunion waren das DDR-Schulwesen und die DDR-Pionierorganisation wiederkehrende Themen. Biograf Detlef Kannapin fasste das künstlerische Schaffen der Regisseurin mit den Worten zusammen: „Nicht immer stringent, aber getragen von Zugewandtheit ihren Figuren und Themen gegenüber, ohne aufdringlich zu wirken.“
Irina Gregor starb im November 1996 im Alter von 54 Jahren in Berlin und wurde auf dem St. Petri-Luisenstadt-Friedhof beerdigt.

## Filmografie (Auswahl)
- 1979/80: Blind – Taub – Stumm (TV-Dokumentarfilm)
- 1982: Risikogeburt (Koproduktion DEFA und Sowjetunion)
- 1983: 120 Trassentage
- 1984: Freunde − Drusja (Koproduktion DEFA und Sowjetunion)
- 1985: Der Beginn
- 1986: Wir sind von den Jungen die Alten
- 1988: Thälmanns Namen tragen wir
- 1988: Ein völlig irres Jahr
- 1989: Igeleien
- 1990: So ein Hundeleben